# 롤란트 브뤼크너
롤란트 브뤼크너(독일어: Roland Brückner, 1955년 12월 14일 ~ )는 전 동독의 체조 선수이다.
쾨텐에서 태어난 브뤼크너는 1976년과 1980년 하계 올림픽에 참가하여 모든 체조 종목들에 나가면서 각각의 경기에서 단체전의 동메달과 은메달을 땄다.
개인적으로는 모스크바에서 마루 운동 금메달과 도마와 평행봉에서 동메달을 획득하였다.
1979년 세계 선수권과 1981년 유럽 선수권에서 마루 운동의 금메달을 2개 더 획득하기도 하였다.
1984년 로스앤젤레스 올림픽에 동독의 보이콧으로 인하여 놓친 대신, 올로모우츠에서 열린 친선 게인에 나가 마루 운동 1위와 단체전 2위를 하였다.
그 후에 은퇴하여 트레이너로 일하였다.